# 莱奥·帕图尔森
莱奥·帕图尔森（1947年9月21日—），法罗群岛作家、哲学家。

## 生平介绍
1947年9月21日出生于法罗群岛的托尔斯港。在托尔斯港圣弗朗斯中学学习后，帕图尔森于1964-1965年间出国，归国后在托尔斯港和哥本哈根找了许多工作。1968年环游欧洲，回国后进入一所文理中学学习直到1969年。
1970-1985年间住在哥本哈根。1973年与索尔伦·约翰内森结婚，1974年，两人有了第一个女儿安·加西利亚。1976年，帕图尔森开始在哥本哈根大学学习哲学，1985年获得学位证书。1981年，两人有了第二个女儿丽芙·玛丽亚。
1985年，帕图尔森回到法罗群岛，在法罗群岛大学夜校任教，并同时在法罗当地电台任职。1987年，帕图尔森应挪威卑尔根书法学院邀请，前去担任讲师。1988年起担任法罗私立高中的主任。
莱奥·帕图尔森的文学作品主要是散文与诗歌。1986年凭借诗集《最近的》（1985）获得北欧理事会文学奖。帕图尔森与威廉·海纳森是目前唯一获此奖项的法罗群岛作家。

## 作品列表
- 1968 - Yrkingar (published 1969)
- 1976 - á alfaravegi
- 1983 - Spor í sjónum (pláta)
- 1985 - Líkasum
- 1987 - Amariel Norðoy